# فيدانتا ديسيكا
فيدانتا ديسيكا (1268–1369)، والمعروف أيضًا باسم فيدانتا ديسيكان، وسوامي فيدانتا ديسيكا، وثوبول نيغامانثا ديسيكان، عالم هندي موسوعي كتب أعمالًا فلسفية ودينية وشعرية بعدة لغات، من بينها اللغة السنسكريتية، والمانيبرافالام (شكل سنسكريتي من الأدب التاميلي)، والتاميلية، والبراكريت. فيلسوف هندي، وغورو سري فايشنافا، وواحد من أكثر أنصار سري فايشنافا ذكاءً في فترة ما بعد رامانوغا. متدين هندوسي، وشاعر، ومعلم في أشارياس (ديسيكان)، وعالم منطق، وعالم رياضيات. كان تلميذًا لكيدامبي أبولار، المعروف أيضًا باسم أثريا رامانوغاشاريار، والذي كان هو نفسه من نسب التلميذ الرئيسي الذي بدأ مع رامانوغا. يعتبر فيدانتا ديسيكا الصورة الرمزية (التجسيد) للجرس الإلهي لفينكاتيسوارا في تيرومالا من قبل طائفة فاداكالاي التابعة لسري فايشنافا. ينتمي فيدانتا ديسيكا إلى فيشواميترا/كوشيك جوترا.
بمناسبة الذكرى 750 لحياة فيدانتا ديسيكا، كشفت إدارة البريد الهندية النقاب عن طابع لإحياء ذكرى حياة الفيلسوف العظيم وأعماله ذات القيمة العالية. كشف فينكايا نايدو، نائب رئيس الهند في مايو 2019، النقاب عن الطابع.

## نشأته
ولد ديسيكا عام 1268 من الحقبة العامة، لزوجين تقيين يُدعيان أنانتا سوري وتوتارامبا، وقد أطلقا عليه اسم (فينكاتاناثان). عندما كان في الخامسة من عمره، اصطحبه عمه، كيدامبي أبولار، لحضور خطاب روحي لنادادهور أمال، أحد علماء سري فايشنافا الموقرين في ذلك الوقت. بمجرد أن رأى أمال الإشراق الإلهي للطفل، توقف عن حديثه، وعانق فينكاتاناثان بمودة.
عندما أخبر أمال الجمهور بأنه نسي أين وصل في حديثه، كان فينكاتاناثان هو من ذكّره على الفور، مما أثار دهشة العلماء المجتمعين. أعجب أمال بشدة به، وباركه وتوقع أن يصبح فينكاتاناثان هو حامل الشعلة الرئيسي لسري فايشنافا.
عندما بلغ ديسيكا السابعة من عمره، قبِله كيدامبي أبولار تلميذًا له، وعلمه الفنون والعلوم والكتب المقدسة. في سن العشرين، أصبح ديسيكا مشهورًا بإتقانه للشعر، والمنطق، واللغويات، والعلوم، والفيدانتا، والمناظرة، والفنون المرتبطة بها.
على الرغم من أن ديسيكا كان متعدد الجوانب ومشهورًا، لكنه عاش حياة متواضعة وبسيطة بدعم من زوجته ثيرومانجاي. لقد أخذ على عاتقه نذرًا يسمى أوتشافريتي، اعتمد فيه كليًا على الرب الأعلى لتلبية احتياجات أسرته من خلال قبول الحبوب والخضروات التي تبرع بها التلاميذ طوعًا، دون أن السعي بنشاط للحصول عليها.
بقي ديسيكا في العديد من المدن والبلدات طوال حياته مثل ثيروفاهيندرابورام، وكانشيبورام، وسريرانغام، وساثياغالا، وميلكوت. سافر في جميع أنحاء الهند سيرًا على الأقدام. توجد العديد من الحكايات المتعلقة بحياة ديسيكا التي قدمها أتباعه.

## أعماله أدبية
ألف ديسيكا العديد من الأعمال المختلفة بلغات مثل التاميلية، والسنسكريتية، والبراكريت، والمانيبرافالام (خليط من السنسكريتية والتاميلية).
ألف أكثر من مئة عمل في هذا النوع:
- 28 قصيدة تعبدية باللغة السنسكريتية مثل هايغريفا ستوترا، وكاماسيكا أشثاكا، وغوبالافيمشاتي.
- 24 قصيدة ورسالة تعبدية باللغة التاميلية مثل غيتارثا سامغراها وشاراما شلوكا.
- 11 رسالة فلسفية مثل شاتادوشاني، وميمامسا بادوكا، وتاتفا موكتا كالابا.
- 10 تعليقات على أعمال الأشاريا السابقة مثل ستوترا راتنا بهاشيا، وشاتوه شلوكي بهاشيا، وتاتباريا شاندريكا.
- 5 قصائد سردية مثل أعظم ما أبدع، وبادوكا ساهاسرا، ويادافابهيودايا، وهمسة سانديشا.
- 32 نصًا مقصورًا على فئة معينة تكشف هذه النصوص المعاني الخفية لبراباتي مثل راهاسياتراياسارا، وبارامابادا سوبانا، وأمريتا-رانجاني، وأمريتا-سفاديني.
- دراما واحدة اسمها سانكالبا سورياودايا.
- 13 عملًا في الفنون والعلوم مثل بوغولا نيرنايام وسيلبارثاسارا.
- 4 أعمال نظمت الشعائر والممارسات الدينية مثل سري فايشنافا ديناساري وبهاغافاد أرادانا فيدي.

ألف ديسيكا قصائده في أوزان شعرية مختلفة. يُكتب الأدب الفيدي في شكل ترانيم مضبوطة إيقاعيًا على أوزان مختلفة، تسمى «تشاندا». يخضع كل وزن لعدد من المقاطع. من المتوقع أن يلتزم الشعراء بهذه المعايير في مؤلفاتهم. استخدم ديسيكا 22 وزنًا في 862 بيتًا ألفها عن الآلهة الرئيسية في العديد من المعابد في الهند.